# International Baseball Federation
International Baseball Federation (IBAF) var det internationella idrottsförbundet för baseboll från dess bildande 1938 till dess sammanslagning med International Softball Federation (ISF) 2013, då den nya organisationen World Baseball Softball Confederation (WBSC) bildades.
Huvudkontoret fanns i Lausanne i Schweiz.
IBAF var ansvarigt för ett stort antal turneringar, däribland baseboll vid olympiska sommarspelen, World Baseball Classic, Världsmästerskapet i baseboll för herrar och Världsmästerskapet i baseboll för damer. Ansvaret för dessa turneringar, utom VM för herrar som har lagts ned, har numera tagits över av WBSC.